# 30 decembrie
ianuarie • februarie • martie  • aprilie  • mai  • iunie  • iulie  • august  • septembrie  • octombrie  • noiembrie  • decembrie
30 decembrie este a 364-a zi a calendarului gregorian și a 365-a zi în anii bisecți. Mai este 1 zi până la sfârșitul anului.

## Evenimente

1460: În timpul Războiului celor Două Roze, în Anglia, Casa de York (trandafirul alb) pierde în fața Casei de Lancaster (trandafirul roșu) în Bătălia de la Wakefield.

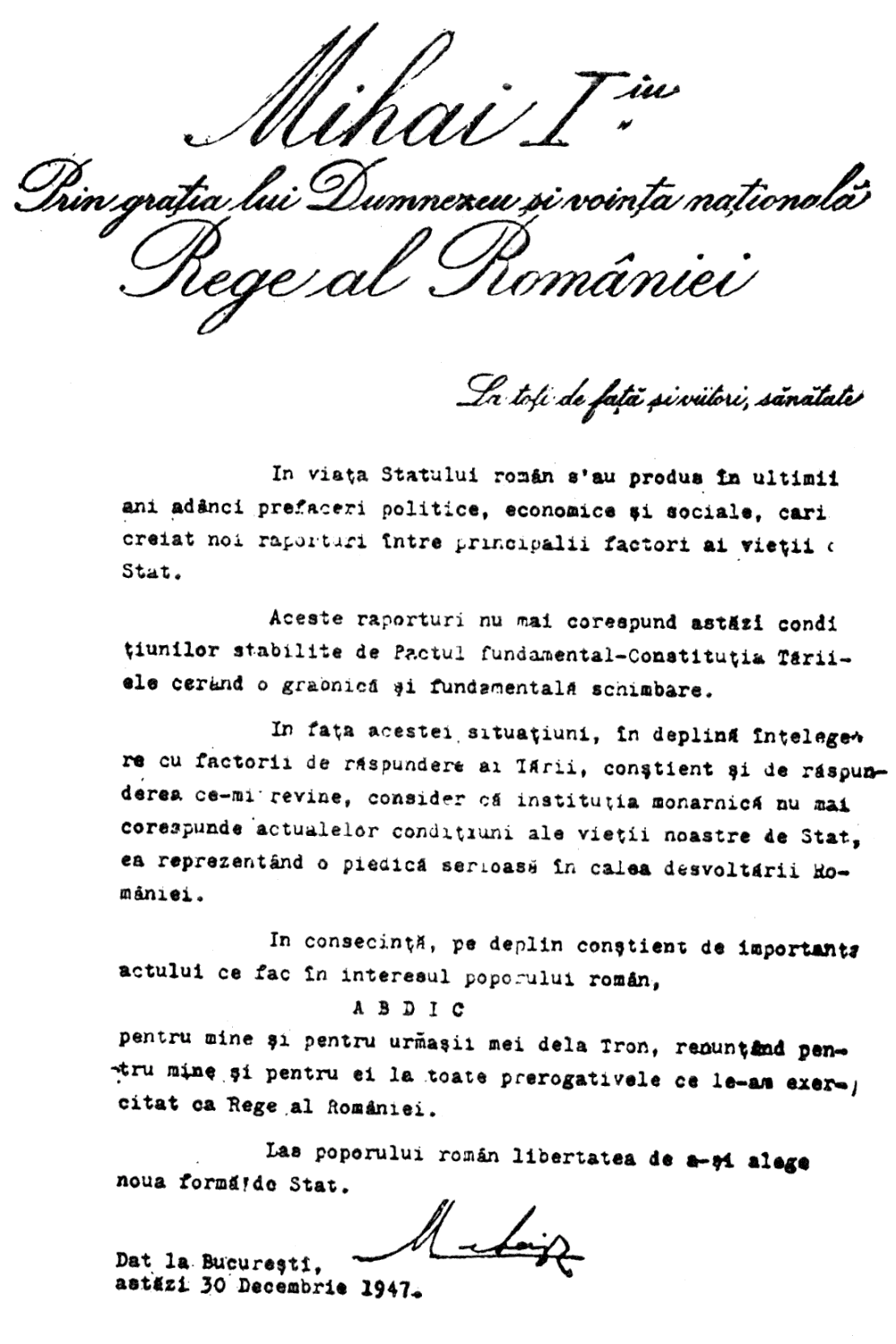
1947: Printr-o lovitură de stat comunistă, Regele Mihai I este forțat să abdice și să renunțe la conducerea statului.

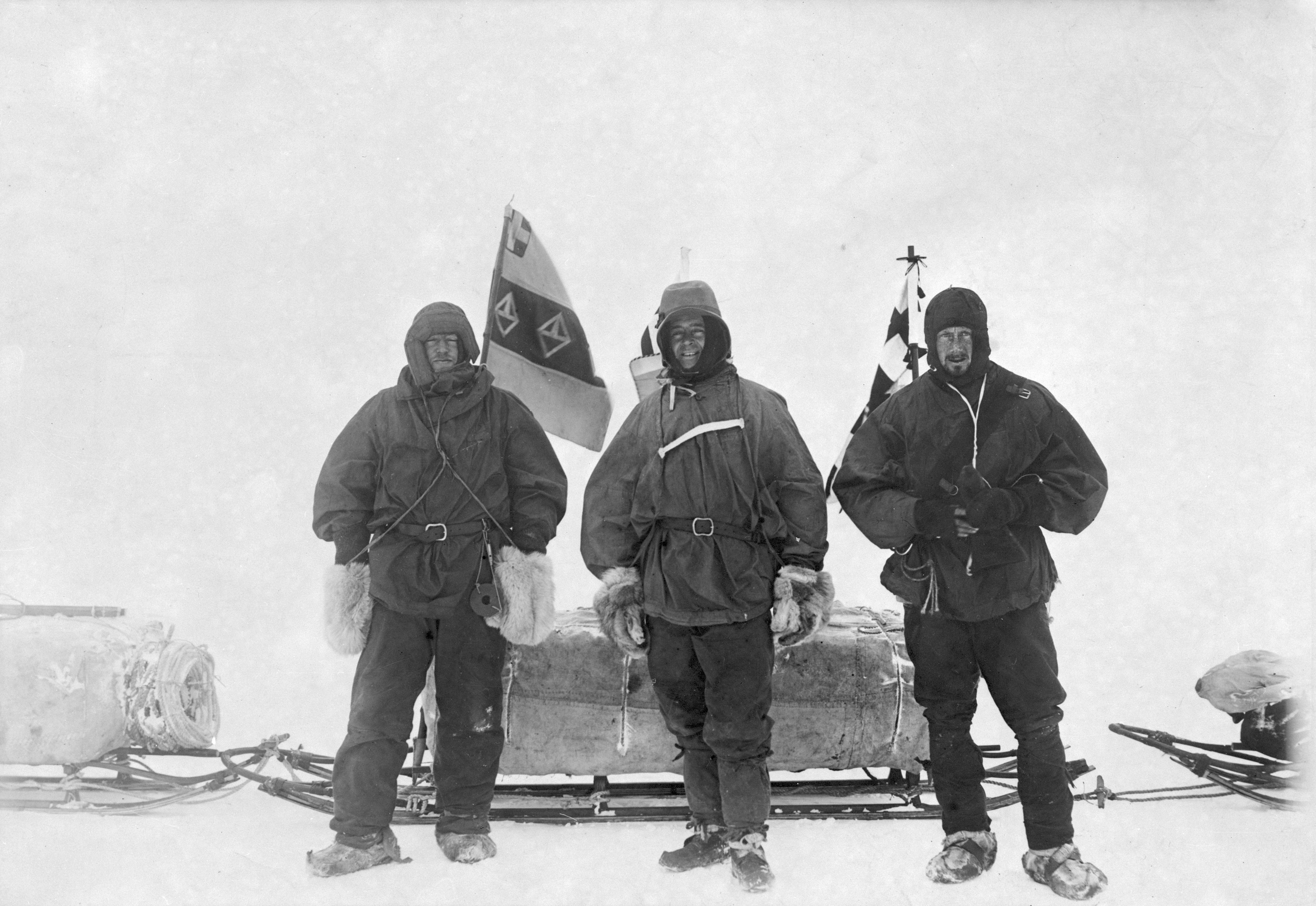
1901: Robert Falcon Scott, Edward Wilson și Ernest Shackleton au reușit în timpul expediției Discovery să atingă cel mai sudic punct, la 82°17′ sud.

- 1460: În timpul Războiului celor Două Roze, în Anglia, Casa de York pierde în fața Casei de Lancaster în Bătălia de la Wakefield.
- 1671: Regele Ludovic al XIV-lea al Franței aprobă înființarea Academiei regale de arhitectură, la îndemnul ministrului Jean-Baptiste Colbert.
- 1901: Robert Falcon Scott, Edward Wilson și Ernest Shackleton au reușit în timpul expediției Discovery să atingă cel mai sudic punct, la 82°17′ sud.[1]
- 1906: Iran devine monarhie constituțională.
- 1916: la Budapesta este încoronat ultimul rege ungar Carol al IV-lea.
- 1922:  A fost ratificat tratatul privind înființarea Uniunii Sovietice, sub forma uniunii mai multor republici (se va dezmembra în 1991).
- 1944: Regele George al II-lea al Greciei declară regență, lăsând tronul vacant.
- 1947: Printr-o lovitură de stat comunistă, Regele Mihai I este forțat să abdice și să renunțe la conducerea statului. Este proclamată Republica Populară Română (RPR).
- 1950: Vietnam, Laos și Cambodia devin state independente.
- 1965: Ferdinand Marcos devine președinte al Filipine.
- 1976: Se constituie societatea româno-franceză Oltcit.
- 1986: începe invazia americană în Honduras.
- 1987: Robert Mugabe ales președinte în Zimbabwe.
- 1993: Israelul și Vaticanul stabilesc relații diplomatice.
- 2006: Fostul președinte al Irakului Saddam Hussein a fost executat după ce fusese găsit vinovat de crime împotriva umanității de Tribunalul Special Irakian.

## Nașteri

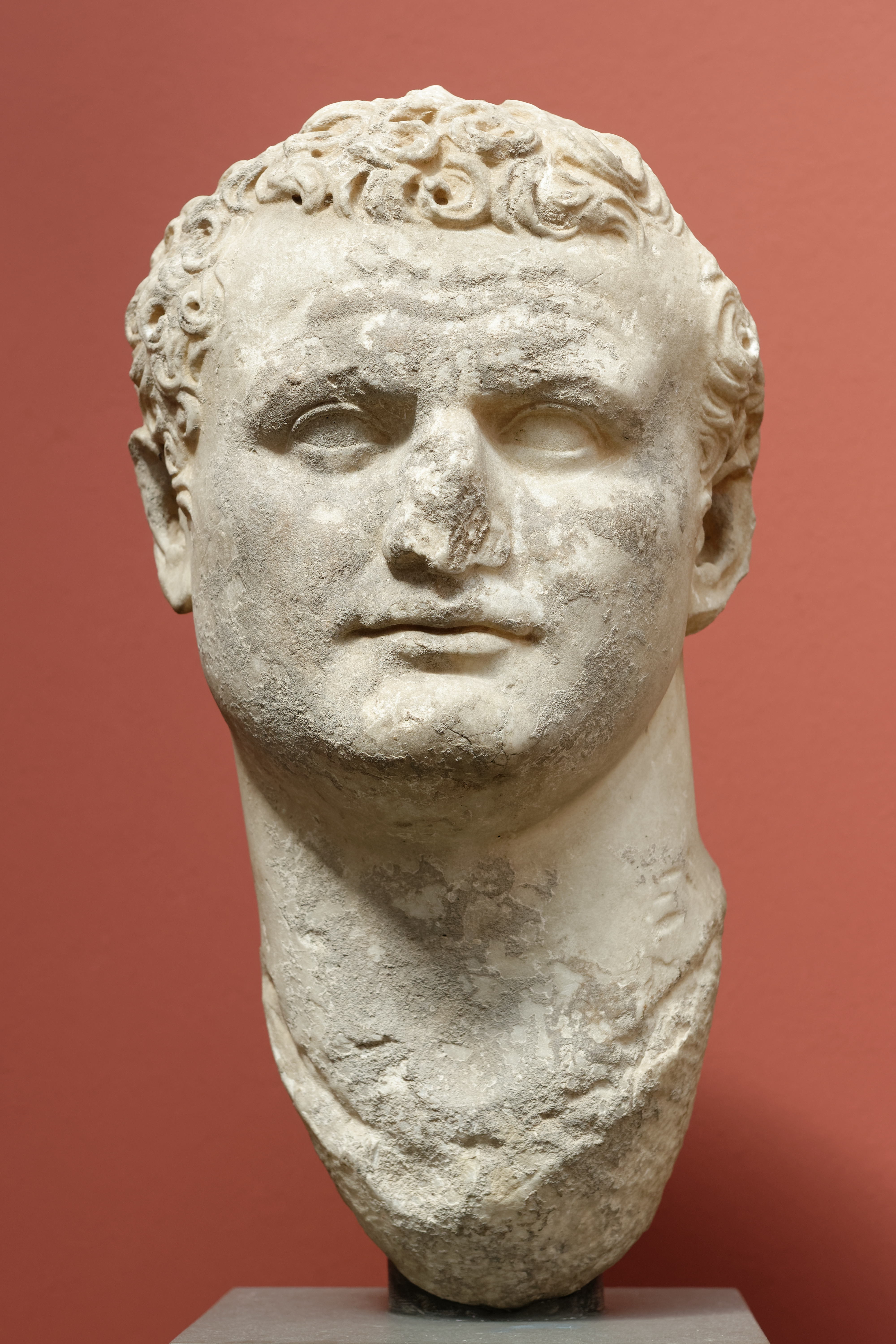
Titus, împărat roman
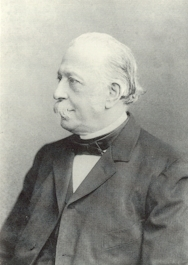
Theodor Fontane, scriitor german
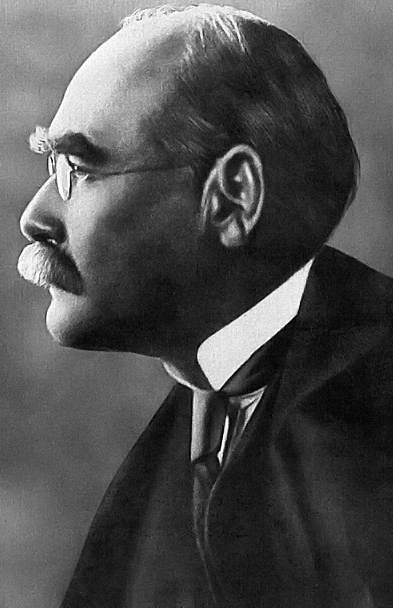
Rudyard Kipling, scriitor britanic, laureat Nobel

- 0039: Titus, împărat roman în perioada 79-81 (d. 81)
- 1371: Vasili I, Mare Cneaz al Moscovei (d. 1425)
- 1566: Alessandro Piccinini, compozitor italian (d. 1638)
- 1654: Arhiducesa Maria Anna Josepha de Austria (d. 1689)
- 1673: Ahmed al III-lea, sultan otoman (d. 1736)
- 1746: François-André Vincent, pictor francez (d. 1816)
- 1796: Miklós Wesselényi, politician progresist maghiar din Transilvania (d. 1850)
- 1819: Theodor Fontane, scriitor german (d. 1898)
- 1838: Émile Loubet, politician francez, al 7-lea președinte al Franței (d. 1929)
- 1853: André Messager, compozitor francez (d. 1929)
- 1859: Josef Bohuslav Foerster, compozitor ceh (d. 1951)
- 1863: Ion Gorun, prozator, poet și traducător (d. 1929)
- 1865: Rudyard Kipling, scriitor britanic, laureat al Premiului Nobel (d. 1936)

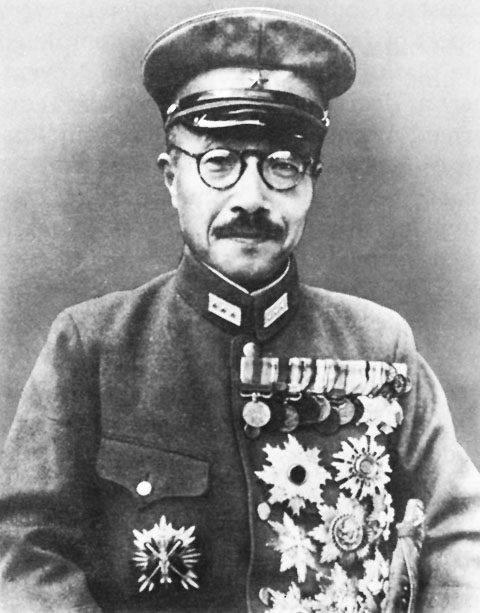
Hideki Tōjō, general și politician japonez, al 40-lea prim-ministru al Japoniei
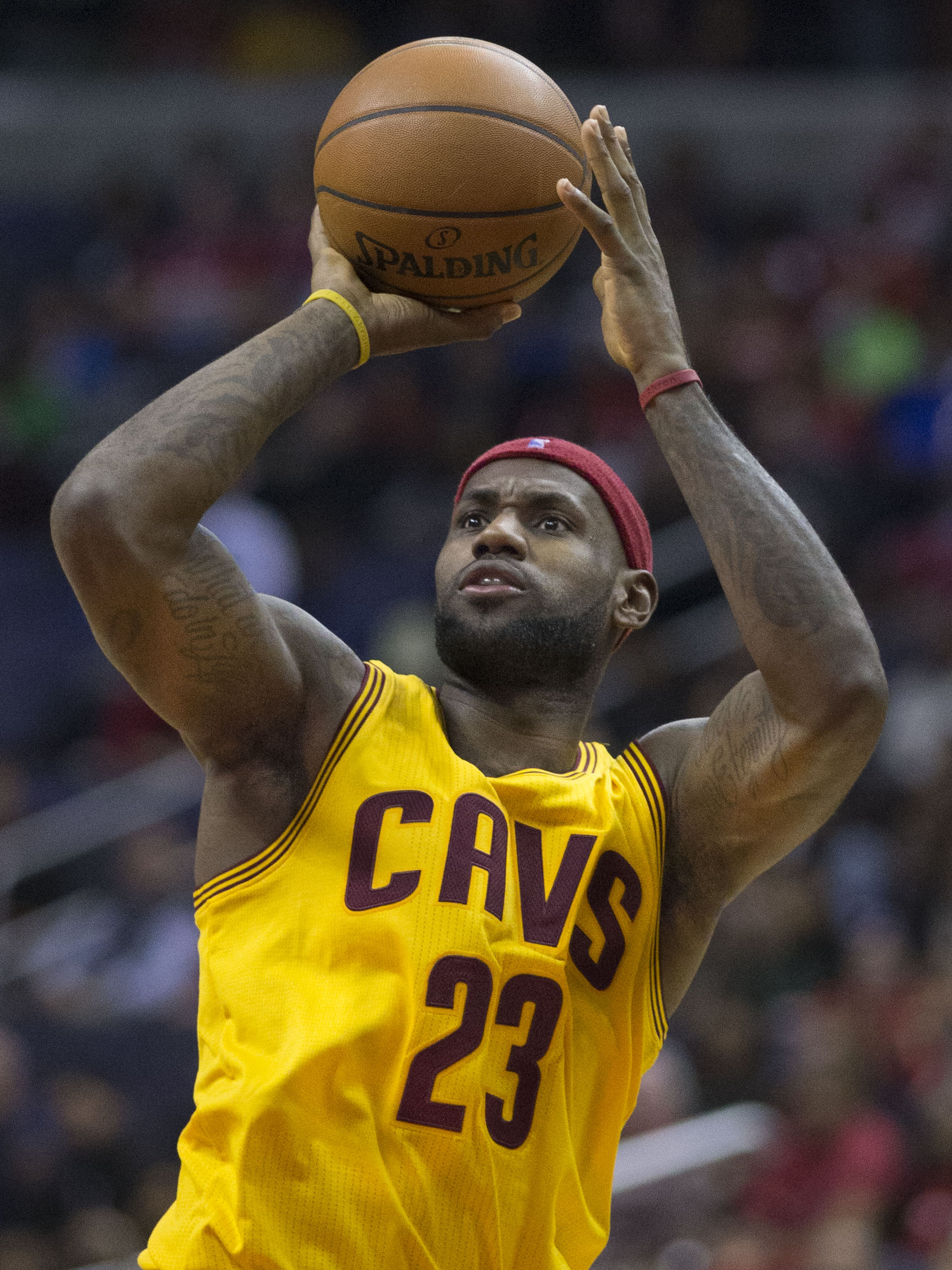
LeBron James, jucător american de baschet
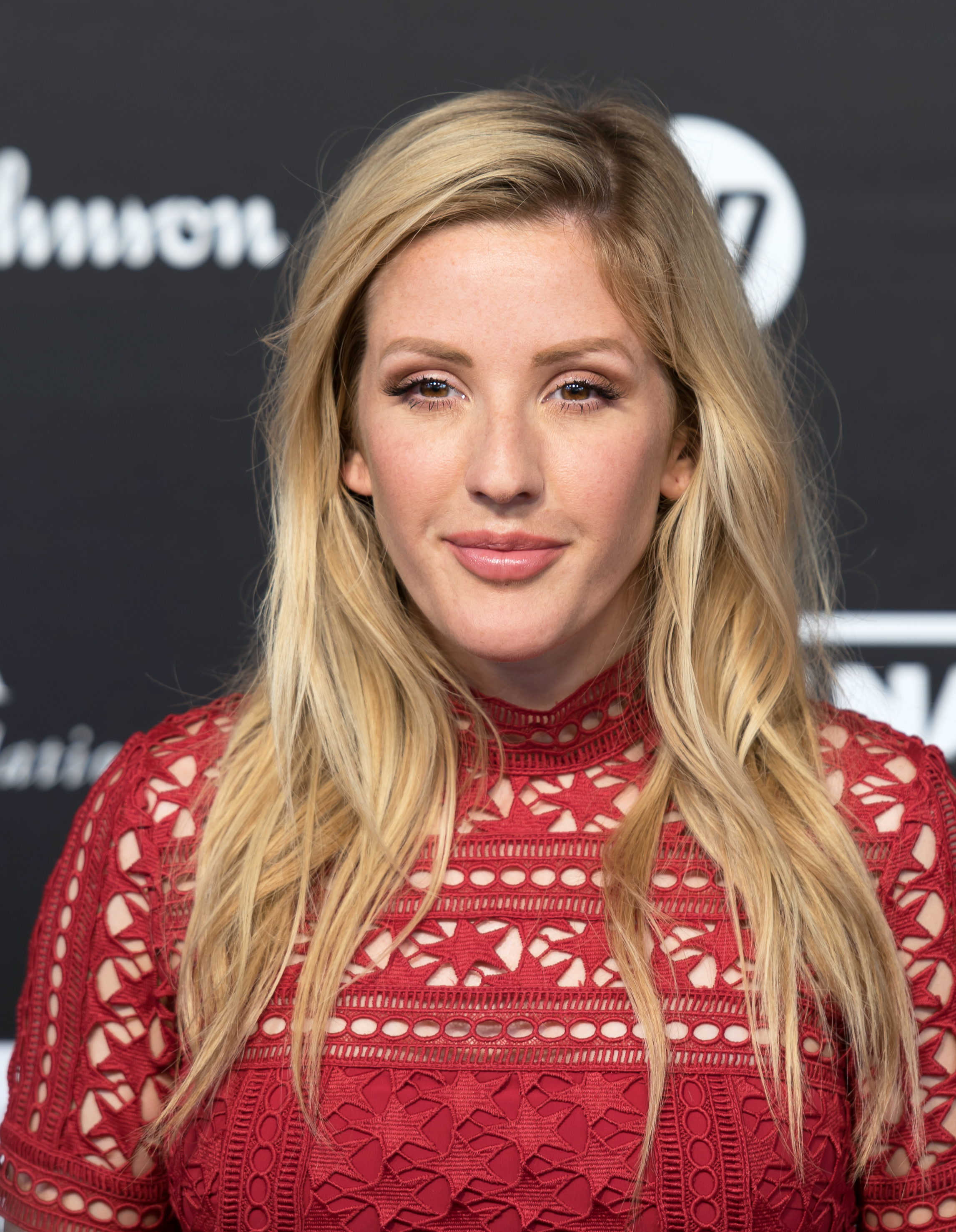
Ellie Goulding, cântăreață britanică

- 1883: Maurice Bedel, scriitor francez, câștigător al Premiului Goncourt în 1927 (d. 1954)
- 1884: Hideki Tōjō, general și politician japonez, al 40-lea prim-ministru al Japoniei (d. 1948)
- 1902: Vasile Mârza, medic, histolog și biolog român, ministru al Sănătății, membru titular al Academiei Române (d. 1995)
- 1905: Daniil Harms, poet, autor și dramaturg rus (d. 1942)
- 1911: Jeanette Nolan, actriță americană (d. 1998)
- 1927: Robert Hossein, actor, scenarist și regizor francez de teatru și film (d. 2020)
- 1930: Youyou Tu, cercetătoare chineză în domeniul medicinei, laureată Nobel
- 1931: Teofil Vâlcu, actor român de teatru și film (d. 1993)
- 1934: Russ Tamblyn, actor american
- 1937: Gordon Banks, fotbalist englez (d. 2019)
- 1939: Maria Golopența-Alexandru, jucătoare română de tenis de masă
- 1942: Vladimir Bukovski, scriitor britanic de origine rusă (d. 2019)
- 1942: Fred Ward, actor american (d. 2022)
- 1952: Cécile La Grenade, specialistă în știința alimentației din Grenada, guvernator general al Grenadei
- 1961: Bill English, premier al Noii Zeelande
- 1962: Alessandra Mussolini, politiciană italiană
- 1963: Mike Pompeo, secretar de stat al Statelor Unite
- 1973: Jason Behr, actor american
- 1973: Tiberiu Ușeriu, ultramaratonist român
- 1975: Tiger Woods, jucător profesionist american de golf
- 1978: Tyrese Gibson, cântăreț de R&B, rapper american
- 1981: Marius Moga, cântăreț și compozitor român
- 1984: LeBron James, jucător american de baschet
- 1986: Ellie Goulding, cântăreață, cantautoare, multi-instrumentistă și actriță britanică
- 1994: Florin Tănase, fotbalist român

## Decese
- 0274: Papa Felix I
- 1460: Richard Plantagenet, Duce de York (n. 1411)
- 1591: Papa Inocențiu al IX-lea (n. 1519)
- 1691: Robert Boyle, filosof și fizician irlandez (n. 1627)
- 1879: Jean Baptiste Boisduval, entomologist, botanist și fizician francez (n. 1799)
- 1896: José Rizal, erou național filipinez (n. 1861)
- 1913: Sofia de Nassau, soția regelui Oscar al II-lea al Suediei și Norvegiei (n. 1836)

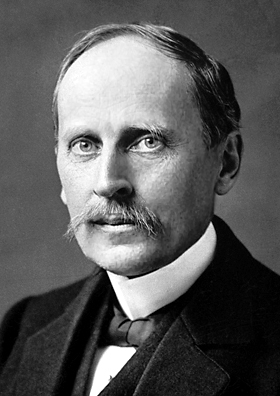
Romain Rolland, scriitor francez, laureat Nobel
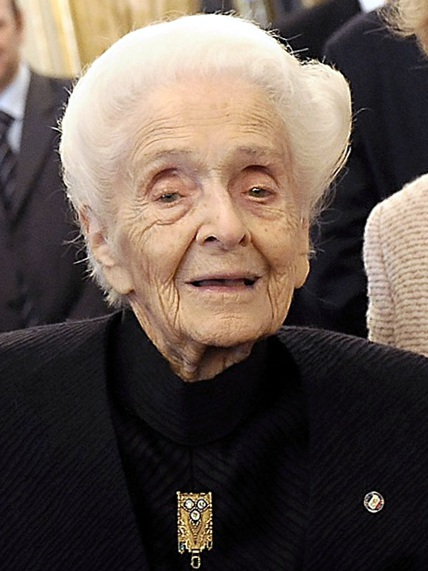
Rita Levi-Montalcini, neurolog italian, laureată Nobel
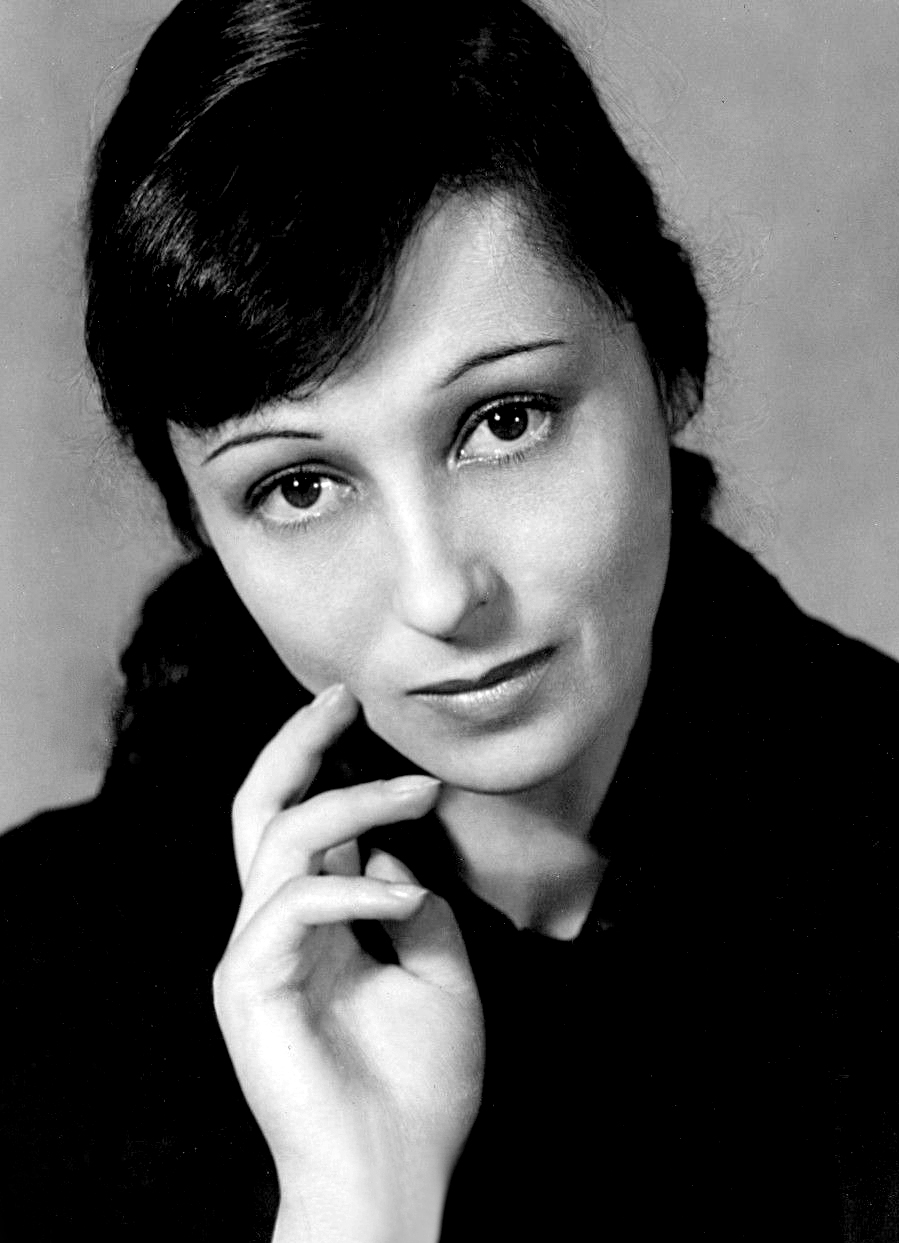
Luise Rainer, actriță germano-britanică, laureată Oscar

- 1940: Gjergj Fishta, poet și dramaturg albanez (n. 1871)
- 1941: El Lissitzky, pictor rus, grafician, arhitect (n. 1890)
- 1944: Romain Rolland, scriitor francez, laureat al Premiului Nobel (1915), (n. 1866)
- 1947: Alfred North Whitehead, matematician și filosof englez (n. 1861)
- 1954: Arhiducele Eugen de Austria (n. 1863)
- 1968: Trygve Lie, Secretar-General al ONU (n. 1896)
- 1916: Grigori Rasputin, călugăr rus (n. 1869)
- 1970: Sonny Liston, boxer american (n. 1932)
- 1973: Alexandru Bogza, muzician și filosof român (n. 1895)
- 1994: Dmitri Ivanenko, fizician rus (n. 1904)
- 1997: Shinichi Hoshi, romancier japonez și scriitor de literatură SF (n. 1926)
- 2002: Mary Wesley, scriitor britanic (n. 1942)
- 2006: Saddam Hussein, președintele Irak-ului, om politic (n. 1937)
- 2010: Bobby Farrell (n. Roberto Alfonso Farrell), cântăreț de muzică pop și dansator olandez (Boney M) (n. 1949)
- 2012: Rita Levi-Montalcini, neurolog italian, laureată a Premiului Nobel (1986), (n. 1909)
- 2014: Luise Rainer, actriță britanică de film de origine germană, dublu laureată a Premiului Oscar (n. 1910)
- 2020: Nicolae Sabău, cântăreț român de muzică populară (n. 1929)
- 2022: Barbara Walters, jurnalistă și personalitate de televiziune americană (n. 1929)
- 2023: Tom Wilkinson, actor britanic (n. 1948)
- 2024: Pascal Lainé, scriitor francez (n. 1942)

## Sărbători
- Ziua națională a Republicii Madagascar
- Sf. Ilaria, martir (calendar romano-catolic)